# Поды (Астраханская область)
По́ды  — село в Черноярском районе Астраханской области, входит в Черноярский сельсовет.

## География
Село находится в степной местности на правом берегу реки Волги в 31 км севернее районного центра, на 1104-м км трассы Москва-Астрахань. 232 двора. Климат резко континентальный, с перепадом температур между летом и зимой до 60-70 градусов.

## История
6 августа 2004 года в соответствии с Законом Астраханской области № 43/2004-ОЗ муниципальное образование «Поды» наделено статусом сельского поселения, установлены границы муниципального образования.
C 1 сентября 2016 года входит в Черноярский сельсовет.

## Население
| 2002 | 2010 | 2012 | 2013 | 2014 | 2015 |
| ---- | ---- | ---- | ---- | ---- | ---- |
| 804  | ↘798 | ↘776 | ↗781 | ↗791 | →791 |

В селе проживают жители многих национальностей.

## Экономика
Основной занятостью населения является сельское хозяйство.

## Учреждения села
В селе имеется почтовое отделение, школа.